# Ceratothoa capri
Ceratothoa capri es una especie de crustáceo isópodo marino de la familia Cymothoidae.

## Distribución geográfica
Es un parásito de peces marinos del océano Atlántico nororiental y el mar Mediterráneo.